# Mazi Melesa Pilip
Pour les articles homonymes, voir Pilip.
 (février 2024).
La mise en forme du texte ne suit pas les recommandations de Wikipédia : il faut le « wikifier ».
Les points d'amélioration suivants sont les cas les plus fréquents :
- Les titres sont pré-formatés par le logiciel. Ils ne sont ni en capitales, ni en gras.
- Le texte ne doit pas être écrit en capitales (les noms de famille non plus), ni en gras, ni en italique, ni en « petit »…
- Le gras n'est utilisé que pour surligner le titre de l'article dans l'introduction, une seule fois.
- L'italique est rarement utilisé : mots en langue étrangère, titres d'œuvres, noms de bateaux, etc.
- Les citations ne sont pas en italique mais en corps de texte normal. Elles sont entourées par des guillemets français : « et ».
- Les listes à puces sont à éviter, des paragraphes rédigés étant largement préférés. Les tableaux sont à réserver à la présentation de données structurées (résultats, etc.).
- Les appels de note de bas de page (petits chiffres en exposant, introduits par l'outil «  Source ») sont à placer entre la fin de phrase et le point final[comme ça].
- Les liens internes (vers d'autres articles de Wikipédia) sont à choisir avec parcimonie. Créez des liens vers des articles approfondissant le sujet. Les termes génériques sans rapport avec le sujet sont à éviter, ainsi que les répétitions de liens vers un même terme.
- Les liens externes sont à placer uniquement dans une section « Liens externes », à la fin de l'article. Ces liens sont à choisir avec parcimonie suivant les règles définies. Si un lien sert de source à l'article, son insertion dans le texte est à faire par les notes de bas de page.
- La présentation des références doit suivre les conventions bibliographiques. Il est recommandé d'utiliser les modèles {{Ouvrage}}, {{Chapitre}}, {{Article}}, {{Lien web}} et/ou {{Bibliographie}}. Le mode d'édition visuel peut mettre en forme automatiquement les références.
- Insérer une infobox (cadre d'informations à droite) n'est pas obligatoire pour parachever la mise en page.

Pour une aide détaillée, merci de consulter Aide:Wikification.
Si vous pensez que ces points ont été résolus, vous pouvez retirer ce bandeau et améliorer la mise en forme d'un autre article.
 (février 2024).

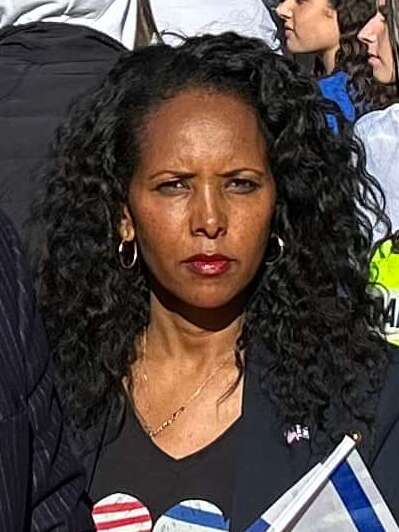
November 14, 2023 -- Congressman Anthony D'Esposito (NY-04) joined over 290,000 fellow Americans at today's "March for Israel" rally in Washington, D.C. The rally, which was held at the National Mall adjacent to the Capitol Building, provided America

Mazi Melesa Pilip (née en 1978 ou 1979) est une politicienne israélo-américaine d'origine éthiopienne, membre du Parti Républicain des Etats-Unis représentante du 10ème district de comté de Nassau,à Long Island, dans l'Etat de New York. Elle est juive éthiopienne, née en Ethiopie. Elle immigra en Israël à l'âge de 12 ans et fit son service militaire dans les Forces de défense d'Israël comme armurière dans une brigade de parachutistes. Pilip a étudié à l'Université de Haïfa, où elle obtint un diplôme en ergothérapie, puis à l'Université de Tel-Aviv, où elle obtint un mastère en diplomatie et sécurité.
En 2021 et en 2023, bien qu'enregistrée comme Démocrate, Pilip a été élue représentante à la Législature du comté de Nassau sur la liste Républicaine. Elle est la candidate Républicaine désignée pour le siège à la  Chambre des représentants des Etats-Unis à l'occasion de l'élection partielle du 3ème district de New York en février 2024 pour occuper le siège libéré par George Santos.

## Biographie
Mazi Meleesa Pilip est née dans des conditions de pauvreté extrème dans un petit village de l'Ethiopie rurale dénué d'eau et d'électricité. Elle est une juive éthiopienne,,,,. Elle a émigré en Israël à l'âge de 12 ans avec sa famille en 1991 en tant que réfugiée dans le cadre de l'Opération Salomon,. Il s'agissait d'une opération militaire israélienne secrète qui évacua sur Israël plus de 14,000 Juifs éthiopiens en l'espace d'un jour et demi,. Mazi Melesa Pilip a trois sœurs vivant en Israël,.
A 18 ans, elle fit son service militaire comme armurière dans la brigade de parachutistes Tzanchanim des Forces de défense israéliennes,,. Puis elle étudia à l'Université de Haïfa, où elle fut présidente de l'Union des Etudiants Ethiopiens pendant deux ans. Elle y obint un diplome en ergothérapie,,, suivi d'un mastère en diplomatie et sécurité à l'Université de Tel-Aviv,,,
A l'université de Haïfa, elle rencontra son futur époux, né en Ukraine un étudiant en médecine américain juif ukrainien d'une famille de survivants de la Shoah venu à Haïfa pour étudier la médecine au Technion. Il devint cardiologue,,. 
Après leur mariage, ils s'établirent aux Etats-Unis en 2005, à Great Neck, New York,,. Elle est juive orthodoxe, ils ont sept enfants,. Elle a des cousins qui servent dans l'armée israélienne.

## Carrière politique

### Législature du comté de Nassau
En November 2021, Mazi Melesa Pilip fut élue à la Législature du comté de Nassau, 10ème district de Long Island, Etat de New York, comme membre du Parti Républicain, battant la sortante, la Démocrate Ellen Birnbaum,,,,,,. Elle donna naissance à des jumelles quelques semaines avant les élections. 
Pilip centra sa campagne sur la réhabilitation du centre urbain de Great Neck et sur la convivialité paisible des nombreuses minorités du district,,. Elle fut le premier Républicain de Great Neck à être élue à la Législature de Nassau County,. Ses priorités ont inclus la sécurité et l'aide aux entreprises ayant souffert de la Pandémie de COVID-19 et la lutte contre l'antisémitisme,,. 
En novembre 2023, elle remporta aisément un second mandat,. Elle a obtenu le soutien de la Ligue des électeurs conservationistes de New York, entre autres pour ses efforts en vue de la protection de la qualité de l'eau et de la nappe phréatique. Son principal donateur pour cette campagne électorale était l'ex-ambassadeur des Etats-Unis en Autriche Ronald Lauder. She dedicated her win to Israel.

### Campagne électorale pour le Congrès des Etats-Unis
Dès janvier 2023, Pilip fut considérée comme une candidate possible pour un siège au Congrès des Etats-Unis en cas de vacance. Congrès des Etats-Unis. George Santos avait été élu en 2022 comme représentant Républicain du 3ème district de New York. Des révélations montrèrent qu'il avait menti sur son parcours éducatif, sa carrière, son activité sociale, ses ascendances juives et ses grands-parents qu'il disait avoir été des survivants de la Shoah. 
Le 14 décembre 2023, une commission de Républicains des comtés de Queens et de Nassau élurent Mazi Melesa Pilip leur candidate pour succéder à Santos après son expulsion du Congrès lors de l'élection partielle pour le siège du 3ème district de New York prévue pour le 13 février 2024,,,,,,,,. 
L'adversaire de Mazi Melesa Pilip est le candidat démocrate, l'ex-représentant Tom Suozzi,. Pilip is also a registered Democrat, though she holds office as a Republican and has traditional Republican positions on issues such as taxes and public safety. Pilip accepta un débat avec lui le 8 février 2024,.
Le vainqueur de l'élection finira le mandat de deux ans de Santos, qui expire le 3 janvier 2025. Le The Huffington Post rapporte que: "Si elle est élue,  Pilip rejoindra le nombre en augmentation constante de Noirs républicains à la Chambre  (ils sont quatre à présent). Mais elle serait la seule femme noire républicaine du présent Congrès, et presque certainement le premier Noir de religion juive à siéger au Capitole."

### References
1. 1 2  Candice Ferrette, « GOP maintains control, gains a seat on the Nassau legislature », Newsday,‎ 3 novembre 2021 (lire en ligne)
2. ↑  (en) Jason Beeferman, Jeff Coltin, Nick Reisman et Emily Ngo, « A problem with a possible Santos successor », sur POLITICO, 6 décembre 2023 (consulté le 9 décembre 2023)
3. 1 2  Nicholas Fandos, « Republicans Tap Israeli Military Veteran to Run for Santos’s Seat », sur The New York Times, 14 décembre 2023
4. 1 2 3  Matthew Kassel, « Mazi Melesa Pilip discusses her policy platform in pivotal special election », sur Jewish Insider, 19 décembre 2023
5. ↑  Laura Nahmias and Christian Hall, « In Race to Replace George Santos, NY GOP Taps Ethiopia-Born IDF Vet », Bloomberg, 14 décembre 2023
6. 1 2 3 4  Kylie Ora Lobell, « From an Ethiopian Village to the NY Legislature », sur Aish, 29 janvier 2023
7. 1 2 3 4 5 6 7 8  Jacob Kornbluh, « This one-time refugee and former Israeli paratrooper just won a seat in her county legislature », sur The Forward, 29 novembre 2021
8. 1 2 3 4 5 6 7 8 9 10  Joanie Margulies, « Will George Santos be replaced by an Ethiopian-Jewish legislator? », sur The Jerusalem Post, 22 janvier 2023
9. 1 2 3 4 5 6 7 8  Ron Kampeas, « Meet the real Jewish Republican of color being floated to replace George Santos, the fake one », sur JTA, 19 janvier 2023
10. 1 2 3  Susan Schwamm, « From Ethiopia to the IDF to the Nassau County Legislature; TJH Speaks with Leg. Mazi Melesa Pilip », sur Five Towns Jewish Home, 6 janvier 2022
11. ↑  Adeja Shivonne, « New York GOP selects Mazi Pilip as nominee to fill George Santos seat », sur FOX 5 NY, 14 décembre 2023
12. ↑  « New York Republicans choose ex-Israel Defense Forces soldier as nominee to replace George Santos », sur NBC News, 19 décembre 2023
13. ↑  (en-US) Ellie Quinlan Houghtaling, « Republicans Have a Replacement for George Santos—and She’s a Doozy », The New Republic,‎ 14 décembre 2023 (ISSN 2169-2416, lire en ligne, consulté le 15 décembre 2023)
14. ↑  (en) Robert Brodsky, « Awaiting word from family members who are », sur Newspapers.com, Newsday, 11 octobre 2023 (consulté le 22 janvier 2024), A3, A4
15. 1 2  Daniel Marans, « Republicans Nominate Mazi Melesa Pilip To Succeed George Santos; Pilip, an Ethiopian-Israeli immigrant to the U.S., flipped a Democratic-held seat in the Nassau County, New York, legislature. », sur The Huffington Post, 14 décembre 2023
16. ↑  Timothy Bolger, « Red Wave Brings Political Sea Change on Long Island », sur Long Island Press, 6 décembre 2021
17. ↑  Makini Brice (December 14, 2023). "N.Y. Republicans pick Pilip to seek George Santos' former seat in Congress," Reuters.
18. 1 2  Robert Pelaez, « Mazi Pilip says she wants to help revitalize downtowns, combat hate in 10th Legislative District », sur The Island Now, 23 novembre 2021
19. ↑  « Legislator Pilip's Advocacy Helped Save Express Trains in Great Neck », sur Great Neck Record, 12 octobre 2022
20. ↑  Will Sheeline, « Republicans select Mazi Melesa Pilip as candidate for 3rd Congressional District », sur Long Island Herald; Glen Head, 14 décembre 2023
21. ↑  Chris O’Neill, « Republicans Sweep in Historic Election Wins », sur The North Shore Leader, 8 novembre 2021
22. ↑  « Nassau County Legislator Pilip Honors Detectives Who Busted Catalytic Converter Ring », sur Great Neck Record, 11 janvier 2023
23. ↑  Cameryn Oakes, « Legislator Pilip advocates for continued collaboration with constituents in re-election bid - Featured », 31 octobre 2023
24. 1 2  Brandon Duffy, Cameryn Oakes, Karina Kovac, « Nassau Republicans maintain 12-7 control of the county Legislature - Featured », 8 novembre 2023
25. ↑  « Mazi Melesa Pilip », sur New York League of Conservation Voters
26. ↑  Austin C. Jefferson, « 5 things to know about Mazi Pilip », sur City & State NY, 14 décembre 2023
27. ↑  Nia Prater, « Who Is Mazi Melesa Pilip, Republicans’ George Santos Replacement? », sur Intelligencer, 19 décembre 2023
28. ↑  Dan Rivoli, « Republicans introduce Mazi Pilip in race to succeed George Santos », sur ny1.com, 15 décembre 2023
29. ↑  Matthew Kassel, « Long Island GOP taps Mazi Melesa Pilip for special election », sur Jewish Insider, 14 décembre 2023
30. ↑  Nia Prater, « Who Is Mazi Melesa Pilip, Republicans’ George Santos Replacement? », sur New York Magazine, 14 décembre 2023
31. ↑  Emily Ngo, « New York Republicans pick Mazi Melesa Pilip to succeed George Santos; Pilip, a Nassau County legislator and Israeli military veteran, was among 20 candidates interviewed by party leaders. », sur POLITICO, 14 décembre 2023
32. ↑  Bridget Bowman, « New York Republicans choose ex-Israel Defense Forces soldier as nominee to replace George Santos », sur NBC News, 14 décembre 2023
33. ↑  « GOP expected to nominate former IDF soldier to fill George Santos' vacated House seat: officials », sur ABC7 New York, 14 décembre 2023
34. ↑  Paul LaRocco, « GOP picks Mazi Melesa Pilip to run in special election to replace ousted George Santos », sur Newsday, 15 décembre 2023
35. ↑  Ellie Quinlan Houghtaling, « Republicans Have a Replacement for George Santos—and She’s a Doozy », sur The New Republic, 1er novembre 2022
36. ↑  Sudiksha Kochi, « New York GOP choose former Israel Defense Forces soldier as candidate to replace George Santos », sur USA TODAY, 14 décembre 2023
37. ↑  Bobby Cuza, « GOP nominates Nassau legislator Mazi Pilip to run for Santos' seat », sur NY1, 14 décembre 2023
38. ↑  Michael Malaszczyk, « Tom Suozzi, Mazi Pilip Set For Feb. 8 Debate », sur www.longislandpress.com, 28 décembre 2023
39. ↑  Scott Eidler, « Tom Suozzi says Mazi Melesa Pilip is dodging debates in 3rd District special election », 5 janvier 2024
40. ↑  Dave Goldiner, « Republicans pick trailblazing Democratic Israeli immigrant to run for Rep. George Santos seat », sur The New York Daily News, 14 décembre 2023